# PrimoPDF
PrimoPDF（プリモ ピーディーエフ）は、activePDF, Inc.が開発し、現在は Nitro PDF Software が提供している PDF ファイルを作成するフリーウェアである。日本語版はエクセルソフト株式会社が提供している。

## 概要
インストールするとプリンターの一覧に「PrimoPDF」が追加され、印刷時にプリンターとして選択し印刷実行後に保存場所を指定するとPDFファイルが作成される。このため印刷することのできるデータであればほとんどのファイルからPDFファイルを作成することが出来る。バージョン3.0からPDFファイルにセキュリティが施せるようになった。4.0からは出力に際して詳細な設定が行えるようになった。

### 日本語版
エクセルソフトからバージョン4.1日本語版がリリースされている。メニュー表示や設定画面も日本語で表示されるようになっている。なお日本語版はバージョン3からの登場でありそれ以前は英語版しかなかったが、英語版でも日本語文章のPDFを作成する事は問題なくできる。

### 広告の表示
バージョン3.1を用いてPDFファイルを作成すると、PrimoPDFサイトから広告バナーを呼び出して制御パネルに表示する。これは一種のウェブビーコンである。インターネットに接続できない環境ではこの広告は表示されないが、PDFファイルは作成可能である。4.0からはそのようなことがなくなった。

### 既知の問題
PrimoPDF v4.1 日本語版には以下の既知の問題がある。
PrimoPDFでは各アプリケーションからプリンタに送られるドキュメント名をPDFのファイル名として設定しているがその中に日本語等が含まれる場合、文字化けしたファイル名となってしまう。ただし保存ウインドウで、再度日本語のファイル名を入力することで回避することは可能。